# Tom Pryce
Thomas Maldwyn »Tom« Pryce, britanski dirkač Formule 1, * 11. junij 1949, Ruthin, Denbighshire, Wales, Združeno kraljestvo, † 5. marec 1977, Gauteng, Južna Afrika.
Tom Pryce je predvsem znan po zmagi na neprvenstveni dirki Formule 1 Race of Champions v sezoni 1975 in nenavadnih okoliščinah svoje smrtne nesreče. Pryce je edini valižanski dirkač, ki je zmagal na dirki Formule 1 in vodil na prvenstveni dirki Formule 1, dva kroga na dirki za Veliko nagrado Velike Britanije v sezoni 1975. 
Pryce je kariero Formule 1 začel v manjšem moštvu Token, s katerim je štartal le na dirki za Veliko nagrado Belgije v sezoni 1974. Kmalu po zmagi na dirki Formule 3 za Velika nagrada Monaka istega leta, je prestopil v moštvo Shadow, s katerim je na le svoji četrti dirki osvojil prvo prvenstveno točko s šestim mestom na dirki za Veliko nagrado Nemčije. Pryce je v naslednji sezoni 1975 dosegel svojo prvo uvrstitev na stopničke s tretjim mestom na dirki za Veliko nagrado Avstrije, dosežek pa je ponovil tudi na dirki za Veliko nagrado Brazilije v naslednji sezoni 1976. V svojem moštvu Shadow je veljal za odličnega dirkača v mokrem. Na prostem treningu pred dirko za Veliko nagrado Južne Afrike v sezoni 1977, ki je potekal v dežju, je Pryce postavil najhitrejši čas, premagal je tudi prvaka Nikija Laudo in Jamesa Hunta. V svoji tretji polni sezoni se je smrtno ponesrečil prav na dirki za Veliko nagrado Južne Afrike v sezoni 1977, ko je pri veliki hitrosti trčil v delavca ob progi, Frederika Jansena Van Vuurena. 
Leta 2007 je bilo oznanjeno, da bodo mestne oblasti postavile Prycev kip v njegovem rodnem mestu Ruthin ob trideseti obletnici njegove smrti. 23. januarja 2008 so se predstavniki mesta sestali pod predsedovanjem Davida Richardsa in se dogovorili za postavitev kipa do konca leta 2008.

## Privatno in zgodnje življenje
Tom Pryce se je rodil 11. junija 1949 v Ruthinu, Denbighshire, Wales, Jacku in Gwynethi Pryce. Jacku je delal v kraljevem vojnem letalstvu kot upravljavec orožja na repu bombnika Lancaster, nato pa je delal kot lokalni politik. Gwyneth je bila medicinska sestra. Prycev starejši brat David je umrl v starosti treh let, tako da je Pryce večino mladosti odraščal kot edinec, čeprav je družina nekaj časa skrbela za mlado deklico Sandro.
Pryce se je začel zanimati za avtomobile ob vožnji pekovega kombija v starosti desetih let, ko je starše obvestil, da želi postati dirkač. Toda v intervjuju z Alanom Henryjem leta 1975 je povedal, da si je še bolj želel postati pilot, toda ni se imel za dovolj inteligentnega. Kot mnogo poznejših britanskih dirkačev Formule 1, je Pryce že od mladosti občudoval znamenitega škotskega dirkača Jima Clarka. Pryceva mati se spomni, da je bil ob smrtni nesreči Clarka leta 1968 na Hockenheimringu zelo prizadet. Njegov oče pa je povedal, da je bil Pryce zelo prizadet tudi ob smrtni nesreči Jochena Rindta. Po končanem šolanju v starosti šestnajstih let je Pryceva mati vztrajala, da se izšola za mehanika za traktorje na Llandrillo Technical College za primer neuspeha dirkaške kariere.
Leta 1975 se je Pryce poročil s Fenello, bolj znano kot Nella, ki jo je spoznal v otfordski diskoteki leta 1973. Po smrti moža je Nella odprla starinarnico v Fulhamu z Janet Brise, vdovo Tonyja Brisa.

## Čelada
Dizajn čelade Toma Pryca je bil v primerjavi s čeladami modernih dirkačev zelo enostaven. Njegova čelada je bila popolnoma bela do leta 1970, ko je oče Pryca na dirkališču Castle Combe prosil, naj naredi čelado bolj prepoznavno, da bi ga lahko prepoznal v množici dirkačev. Pryce je dodal pet navpičnih črnih, tik nad vizirjem čelade. Od takrat ni več spremenil dizajna čelade, le 1974 je na stran dodal še valižansko zastavo, edini sponzor na čeladi pa je bil Goodyear.

## Kariera

### Pred Formulo 1

#### 1969–1971: Zgodnja leta
Pryce je prve korake v motošportu naredil na dirkališču Mallory Park v Leicestershiru v starosti dvajsetih let. V začetku mu je pomagal Trevor Taylor, nekdanji Lotusov dirkač in moštveni kolega Clarka. Kmalu je dominiral v seriji Formula 5000, nato je nastopal v Daily Express Crusader Championship, kjer so dirkali z dirkalniki Formule Ford Lotus 51. Dirke so se izmenjaje odvijale na dirkališčih Brands Hatch in Silverstone, Pryce je debitiral na prvem. Dirke so takrat stale 35 £. Zato je moral prodati svojega Minija, pomagala pa sta mu tudi starša.
Nagrada za zmago v prvenstvu Formula Ford, Lola T200, je bila takrat vredna 1.500 £. Odločitev o naslovu prvaka je padla na zadnji dirki prvenstva na dirkališču Silverstone, dan pred neprvenstveno dirko Formule 1 BRDC International Trophy 1970. Pryce se je kvalificiral v tretjo vrsto, dirka pa je potekala v dežju. Jack Pryce se spomni, da se je njegov sin pred dirko veselil, saj je zelo rad dirkal v dežju. Na začetku je povedel Chris Smith, toda kasneje je začelo deževati še močneje, tako da je Pryce ujel Smitha, ga prehitel in zmagal z veliko prednostjo. Nagrado, dirkalnik Lola, mu je podelil Sir Max Aitken.
Pryce je svoj novi dirkalnik pripeljal v Brands Hatch, kjer ga je lahko imel parkiranega v garaži ob koncu paddocka. Pryce je kmalu opustil kmetovanje in se preselil v West Kingsdown, ki je v bližini dirkališča Brands Hatch. Leta 1971 je Pryce uspešno nastopal v novi seriji športnih dirkalnikov Formula F100, ki jo je dobil z »veliko lahkoto«, kot je to opisal motošportni novinar David Tremayne. Nato se je preselil v serijo Formula SuperVee z dirkalnikom Royale RP9, ki je bil takrat zelo zaželen dirkalnik, kmalu pa je z dirkalnikom istega konstruktorja debitiral tudi na dirki Formule 3 na Brands Hatchu.

#### 1972–1973: Nižje Formule
»Igral sem se z dirkalnikom, ko sem nenadoma opazil, da Peter Lamplough prihaja naravnost proti meni. Naslednji dogodek, ki se ga spomnim, je kako so me pobrali iz izložbe trgovine, kamor je ob trčenju pristal moj dirkalnik«

Tom Pryce
V dirki na Brands Hatchu je Pryce v debiju z nekonkurenčnim dirkalnikom Royale RP11 zmagal na dirki Formule 3, ki je potekala ob neprvenstveni dirki Formule 1 Race of Champions v sezoni 1972, pri tem pa je premagal tudi že uveljavljene dirkače v Formuli 3, kot so bili Roger Williamson, Jochen Mass in James Hunt. Zaradi zelo velike prednosti Pryca ob koncu dirke so mnoga moštva trdila, da je njegov dirkalnik prelahek, toda po dirki se je izkazalo, da je tehtnica dirkališča okvarjena, tako da so bili vsi dirkalniki prelahki. Na naslednjih dveh dirkah na dirkališčih Oulton Park in Zandvoort je Pryce odstopil, po tem ko je bil v vodilni skupini, na dirki v Monaku pa se je zaradi izpuljenega kabla ustavil že na treningu pred ovinkom Casino Square. Izstopil je iz dirkalnika in ga želel popraviti, ob tem pa je Peter Lamplough ravno na tistem mestu izgubil nadzor nad dirkalnikom in trčil v Prycev dirkalnik Royale RP11. Pryca je pri tem odneslo v izložbo trgovine, utrpel pa je zlom noge. Pryce je ponovno dirkal že dva tedna po monaški nesreči. Ob Formuli 3 je dirkal tudi v prvenstvu Formula SuperVee, ki ga je osvojil z veliko prednostjo. »Zmagal sem praktično na vsaki dirki, na kateri sem nastopil«, se je kasneje spominjal Pryce. Z Royalovem moštvom je nastopal tudi v Formuli Atlantic v sezoni 1972, kjer je na zadnjih treh dirkah osvojil najboljši štartni položaj, na zadnji dirki na Brand Hatchu je tudi zmagal.
V Formuli Atlantic je dirkal tudi v sezoni 1973, ko je dosegel tri zmage. Royale je imel načrte za vstop v Formulo 2 zaradi talenta Pryca. Vstop v Formulo 2 naj bi financiral nekdanji lihtenštajnski dirkač Manfred Schurti, toda zgrajen je bil le en dirkalnik, nato pa je bil projekt opuščen, Bob King pa je zato zapustil Royale.
Po povabilu na testiranje je Pryce vseeno nastopal v Formuli 2, v moštvu Rona Dennisa, Rondel Racing, najboljši rezultat sezone je dosegel na dirki na Norisringu, ko je po dolgem vodstvu zaradi okvare zavor moral zmago prepustiti moštvenemu kolegu Timu Schenkenu, vseeno pa je osvojil drugo mesto. Ob koncu leta 1973 je Pryce osvojil nagrado Grovewood za dosežke pretekle sezone. Jack Pryce se spomni, da si njegov sin ni želel te nagrade, saj je menil, da je to nekakšno slabo znamenje za nadaljnjo kariero.

### Formula 1

#### 1974: Token
V starosti petindvajsetih let je Pryce napredoval v Formulo 1, najvišjo kategorijo dirkanja na dirkališčih, kot jo definira krovna motošportna organizacija FIA. Pridružil se je novoustanovljenem moštvu Token Racing. Moštvo sta ustanovila Tony Vlassopulos in Ken Grob, po tem ko je leta 1973 originalno moštvo Token propadlo zaradi finančnih težav. Pryce je dobil sedež v moštvi zaradi poznanstva s Titan Properties in kot je opisal David Tremayne, zaradi »evidentnega talenta.« Pryce je debitiral na neprvenstveni dirki BRDC International Trophy 1974, toda zaradi težav s hlajenjem in pokrovom motorja ter neizkušenosti je med šestnajstimi dirkači najpočasnejši na kvalifikacijah, 26 sekund za najhitrejšim Jamesom Huntom s Heskethom. Price je odstopil v petnajstem krogu zaradi okvare menjalnika. V svetovnem prvenstvo Formule 1 pa je debitiral na dirki za Veliko nagrado Belgije, ko se je kvalificiral na dvajseto mesto, tri sekunde za najhitrejšim Clayem Regazzonijem. V 66-em krogu dirke je zaradi poškodovanega vzmetenja po trčenju z Tyrrellovim dirkačem Jodyjem Scheckterjem odstopil. 
Prycu niso dovolili nastopa na naslednji dirki za Veliko nagrado Monaka zaradi neizkušenosti. Namesto tega je nastopil na dirki Formule 3 za Velika nagrada Monaka, ki jo je z dirkalnikom March 743 dobil z dvajsetimi sekundami prednosti.

#### 1974–1977: Shadow
1974
Po suvereni zmagi v Monaku in nekaj dirkah v prvenstvu Formule 2 v sezoni 1974, je Pryce podpisal za Shadow, kjer je nadomestil Briana Redmana, ki je začasno nadomestil smrtno ponesrečenega Petra Revsona. Pryce je z novim moštvom debitiral na dirki za Veliko nagrado Nizozemske, osmi dirki prvenstva Formule 1 v sezoni 1974, kjer je v prvem krogu po trčenju z Hansom Joachimom Stuckom odstopil. Pryce se je na naslednjo dirki za Veliko nagrado Francije kvalificiral na dobro četrto mesto, toda zaradi še enega trčenja, tokrat z Jamesom Huntom, je odstopil. Kasneje v sezoni je Pryce dobil sto steklenic šampanjca za najhitrejši čas na prostem treningu dirki za Veliko nagrado Velike Britanije. Na svojem »domačem« dirkališču Brands Hatch se je kvalificiral v četrto štartno vrsto. 

»Mislim, da imajo ljudje, ki so udeleženi v motošportu in so tu tudi nekaj dosegli, sposobnost opaziti talent. Bilo je nedvoumno jasno, da so bile Tomove sposobnosti nad večino njegovih konkurentov.«

John Watson
Pryce je osvojil svojo prvo prvenstvo točko v karieri na dirki za Veliko nagrado Nemčije, kjer je dosegel šesto mesto iz enajstega štartnega mesta. Na naslednjo dirko za Veliko nagrado Avstrije se je kvalificiral na šestnajsto mesto, toda v dvaindvajsetem krogu je zletel s steze in odstopil. Na dirki za Veliko nagrado Italije se je kvalificiral le na dvaindvajseto mesto, toda med dirko je pridobil kar dvanajst mest. Zaključek sezone je bil za Pryca slab, saj je odstopil zaradi okvare motorja na dirki za Veliko nagrado Kanade, na dirki za Veliko nagrado ZDA pa je bil Shadow evidentno nekonkurenčen. Na koncu svoje prve nepopolne sezone je zasedel osemnajsto mesto v dirkaškem prvenstvu, katerega si je delil z Grahamom Hillom in Vittoriom Brambillo.
1975
Na začetku sezone 1975 je bila Pryceva dirkaška prihodnost predmet številnih govoric, ki so ga povezovale z Lotusom, ki ga je vodil Colin Chapman in je že od leta 1973 spremljal njegov napredek. Lotus je bil takrat v finančnih težavah, govorice pa so nakazovale, da naj bi Shadow in Lotus med seboj zamenjala dirkača Pryca in Ronnieja Petersona. Ta zamenjava bi koristila obema moštvoma, saj je Pryce veljal za podobno hitrega dirkača kot Peterson, toda za Lotus bi bil veliko cenejši, med tem ko bi Peterson lahko privabil nove sponzorje v novo moštvo Shadow. Dogovor ni bil izvršen, čeprav je šef moštva Shadow Alan Rees zatrdil, da je zelo malo manjkalo do njegove uresničitve.
Moštveni kolega Jean-Pierre Jarier se je na prvih dirkah sezone bolje kvalificiral od Pryca, toda francoski dirkač je dirkal z novo različico Shadow DN5, med tem ko je Pryce dirkal še s starejšo različico Shadow DN3. Šele na tretji dirki sezone za Veliko nagrado Južne Afrike je bil dirkalnik DN5 na voljo tudi zanj. Četrta dirka za moštvo v tej sezoni je bila neprvenstvena dirka Race of Champions na Brands Hatchu. Pryce je osvojil najboljši štartni položaj, toda ni najbolje štartal. Nato mu je uspelo prehiteti Petersona in Jackyja Ickxa ter se je podal v lov za vodilnim Jodyjem Scheckterjem, ki je imel že osem sekund prednosti. Tik preden bi ga ujel, je Scheckterju odpovedal motor, Pryce pa je tako postal prvi valižanski dirkač z zmago na dirki Formule 1. Pryce je tudi na prvenstvenih dirkah dokazal svoj talent, najbolj na dirkah za Veliko nagrado Monaka in Veliko nagrado Velike Britanije, na katerih se je kvalificiral v prvo vrsto, na slednji je osvojil najboljši štartni položaj. Ob tem je dosegel svojo prvo uvrstitev na stopničke s tretjim mestom na dežni dirki za Veliko nagrado Avstrije, in še štiri uvrstitve med dobitnike točk, tudi četrto mesto na dirki za Veliko nagrado Nemčije, ki ga je dosegel kljub iztekanju goriva v cockpit dirkalnika v zadnjih krogih dirke na Nürburgringu, ki naj bi mu žgalo kožo in ga zaslepljevalo s hlapi. Po končani sezoni je za svoje obetavne dosežke dobil nagrado Prix Rouge et Blanc Jo Siffert.
1976
Pred štartom sezone 1976, sta se Pryce in Dave Richards z dirkalnikom Lancia Stratos udeležila reli dirke Tour of Epynt. Pryce je že po 16-ih km trčil in poškodoval dirkalnik, tako da sta lahko nastopala šele na popoldanskih vožnjah, ko je bil dirkalnik obnovljen.
Pryce je prvenstvo Formule 1 začel odlično, s tretjim mestom na prvi dirki sezone za Veliko nagrado Brazilije. Spremembe v pravilih so narekovale moštvom, da so spremenile aerodinamiko in spremenjene pnevmatike Goodyear, zaradi katerih dirkalnik DN5B ni bil več konkurenčen za mesta pri vrhu. Pryce je drugo uvrstitev med dobitnike točk tako dosegel šele v drugem delu sezone za dirki za Veliko nagrado Velike Britanije, kjer je osvojil četrto mesto. Nov dirkalnik Shadow DN8 je debitiral na dirki za Veliko nagrado Nizozemske, kjer je Pryce osvojil tretje štartno mesto, na dirki pa je bil ponovno četrti. To je bila njegova zadnja uvrstitev med dobitnike točk v karieri, kajti na zadnjih štirih dirkah sezone je dvakrat odstopil, dvakrat pa je bil uvrščen okoli desetega mesta. Svojo zadnjo polno sezono je Pryce končal na dvanajstem mestu v dirkaškem prvenstvu z desetimi točkami, 59 točk za prvakom Jamesom Huntom. 
1977
Jarier je pred začetkom sezone 1977 zapustil moštvo in prestopil v ATS, nadomestil pa ga je Renzo Zorzi. Jackie Oliver, ki je bil član vodstva moštva Shadow, je kasneje Zorzija označil za najslabšega dirkača, ki ga je moštvo Shadow kadarkoli imelo. Toda njegov prestop je prinesel v moštvo tudi nekaj sponzorskega denarja in tako nekoliko izboljšal Shadowovo finančno situacijo. Pryce je prvo dirko sezone za Veliko nagrado Južne Afrike začel z devetega štartnega mesta, do svojega odstopa v 45-em krogu zaradi okvare menjalnika pa je vozil med vodilnimi dirkači. Na drugo dirko sezone za Veliko nagrado Brazilije se je kvalificiral na dvanajsto štartno mesto, ob odstopu v 34-em krogu zaradi okvare motorja pa je držal drugo mesto.

## Smrtna nesreča
Tom Pryce je svojo zadnjo dirko za Veliko nagrado Južne Afrike na Kyalamiju začel s postavitvijo najboljšega časa na sredinem kvalifikacijskem treningu, ki je potekal v dežju. Pryce je s časom 1:31,57 za sekundo prehitel drugega najhitrejšega, Nikija Laudo, ki je kasneje osvojil naslov prvaka v sezoni 1977. V četrtek je bilo vreme suho, tako da je Pryce zdrsnil na petnajsto štartno mesto, skoraj dve sekundi za Jamesom Huntom, ki je osvojil najboljši štartni položaj.
Z dirkalnikom Shadow DN8 je slabo štartal in bil ob koncu prvega kroga prav na zadnjem mestu. Nato je začel pridobivati mesta, prehitel je Bretta Lungerja in moštvenega kolego Zorzija v drugem krogu ter Alexa Ribeira in Boya Hayja v tretjem krogu. Do osemnajstega kroga se je iz 22-ega mesta prebil že do trinajstega.
V enaindvajsetem krogu je Zorzi ustavil na levem delu ciljne ravine, tik za mostom čez progo. Italijanski dirkač je imel okvaro črpalke za motor, ki je zagorel. Zorzi ni takoj izstopil iz dirkalnika, ker je imel težave z odklopom cevi za kisik s čelade.
Zaradi tega sta dva delavca ob progi, ki sta stala ob zidu na drugi strani steze, ukrepala. Prvi je stekel čez progo petindvajsetletni William (Bill), za njim pa še devetnajstletni Frederick Jansen Van Vuuren, ki je nosil gasilni aparat. George Witt, šef delavcev ob progi na dirki, je povedal da je bil postopek v primeru požara, da dva delavca takoj prideta na mesto nesreče, še dva pa sta v pripravljenosti, če gašenje prvih dveh ne bi bilo dovolj. Witt je še povedal, da sta Bill in Van Vuuren stezo prečkala brez njegovega predhodnega dovoljenja. Prvemu je uspelo priti čez stezo, ko pa je čez stezo stekel Van Vuuren, so na štartno-ciljno ravnino ravno zapeljali Hans-Joachim Stuck, Pryce, Jacques Laffite in Gunnar Nilsson.

»Ko smo zapeljali na vrh klanca, sem nenadoma opazil delavca teči čez progo z gasilnim aparatom. Veliko sem tvegal in ne vem kako se mi je uspelo izogniti. Ni bilo časa, reagiral sem popolnoma instinktivno.«

Hans-Joachim Stuck
Pryce je bil za Stuckovim dirkalnikom na ciljni ravnini, Stuck je opazil Van Vuurena in se obema delavcema umaknil na desno, Tremayne poroča, da je Billa zgrešil za nekaj milimetrov. Pryce je bil za Stuckom, zato ni mogel videti delavcev in se jima izogniti. Van Vuurena je zadel pri hitrosti okoli 275 km/h, pri tem je južnoafriškega delavca vrglo visoko v zrak in je pristal več deset metrov naprej, umrl pa je takoj ob stiku z dirkalnikom Pryca. Ob tem pa je gasilni aparat, ki ga je imel v rokah, zadel Pryca v glavo, nato pa se je odbil med gledalce in naprej na parkirišče.
Udarec v glavo je bil za Pryca usoden, njegov dirkalnik Shadow DN8 pa je kljub temu peljal počasi še čez štartno-ciljno ravnino do prvega ovinka Crowthorne. Tam je zapeljal s steze, toda od ograde se je odbil in nekaj kasneje trčil v Ligier Laffita, ki je zaradi tega odstopil. Poškodbe Van Vuurena so bile tako hude da so ga lahko prepoznali le z izključevanjem, po dirki je direktor poklical vse delavce ob progi, Van Vuuren pa se edini ni pojavil.
Dirko je dobil Niki Lauda, kar je bila njegova prva zmaga po hudi nesreči na dirki za Veliko nagrado Nemčije v predhodni sezoni 1976. Povedal je, da je bila to njegova največja zmaga v karieri, toda ko je na odru za zmagovalce zvedel za smrtno nesrečo Pryca, je povedal, da je vse veselje ob zmagi zbledelo.

### Po smrti
Pryce je pokopan na pokopališču pri cerkvi St Bartholomew's Church v Otfordu, okolica Sevenoaksa, Kent, isti cerkvi, kjer sta se bila z Nello poročila dve leti prej. 
Prycove predstave v Formuli 1 so mu prinesle veliko spoštovanje v paddocku Formule 1. David Tremayne je celo poimenoval svojega sina po Prycu. Od takrat tudi podeljujejo nagrado Tom Pryce Award oziroma Tom Pryce Trophy najobetavnejšemu valižanskemu dirkaču.
Januarja 2007 je mestni svet Ruthina pokazal zanimanje za postavitev spomenika Tomu Prycu v dolini Clwydu, za počastitev spomina na tridesetletnico njegove smrtne nesreče. Na prenovljenem dirkališču Anglesey je ena od ravnin po njem poimenovana ravnina The Tom Pryce Straight.

## Popolni rezultati Formule 1
(legenda) (odebeljene dirke pomenijo najboljši štartni položaj, poševne pa najhitrejši krog, †-uvrščen kljub odstopu)
| Leto | Moštvo                 | Šasija      | Motor       | 1      | 2       | 3        | 4       | 5       | 6     | 7       | 8       | 9       | 10     | 11      | 12      | 13     | 14      | 15      | 16      | 17  | Prv | Toč |
| ---- | ---------------------- | ----------- | ----------- | ------ | ------- | -------- | ------- | ------- | ----- | ------- | ------- | ------- | ------ | ------- | ------- | ------ | ------- | ------- | ------- | --- | --- | --- |
| 1974 | Token Racing           | Token RJ02  | Cosworth V8 | ARG    | BRA     | JAR      | ŠPA     | BEL Ret | MON   | ŠVE     |         |         |        |         |         |        |         |         |         |     | 18. | 1   |
| 1974 | UOP Shadow Racing Team | Shadow DN3  | Cosworth V8 |        |         |          |         |         |       |         | NIZ Ret | FRA Ret | VB 8   | NEM 6   | AVT Ret | ITA 10 | KAN Ret | ZDA NC  |         |     | 18. | 1   |
| 1975 | UOP Shadow Racing Team | Shadow DN3  | Cosworth V8 | ARG 12 | BRA Ret |          |         |         |       |         |         |         |        |         |         |        |         |         |         |     | 10. | 8   |
| 1975 | UOP Shadow Racing Team | Shadow DN5  | Cosworth V8 |        |         | JAR 9    | ŠPA Ret | MON Ret | BEL 6 | ŠVE Ret | NIZ 6   | FRA Ret | VB Ret | NEM 4   | AVT 3   | ITA 6  | ZDA NC  |         |         |     | 10. | 8   |
| 1976 | Shadow Racing Team     | Shadow DN5B | Cosworth V8 | BRA 3  | JAR 7   | ZZDA Ret | ŠPA 8   | BEL 10  | MON 7 | ŠVE 9   | FRA 8   | VB 4    | NEM 8  | AVT Ret |         |        |         |         |         |     | 12. | 10  |
| 1976 | Shadow Racing Team     | Shadow DN8  | Cosworth V8 |        |         |          |         |         |       |         |         |         |        |         | NIZ 4   | ITA 8  | KAN 11  | ZDA Ret | JAP Ret |     | 12. | 10  |
| 1977 | Shadow Racing Team     | Shadow DN8  | Cosworth V8 | ARG NC |         | JAR Ret  | ZZDA    | ŠPA     | MON   | BEL     | ŠVE     | FRA     | VB     | NEM     | AVT     | NIZ    | ITA     | ZDA     | KAN     | JAP | -   | 0   |
| 1977 | Shadow Racing Team     | Shadow DN5B | Cosworth V8 |        | BRA Ret |          |         |         |       |         |         |         |        |         |         |        |         |         |         |     | -   | 0   |